# Serienjunkies.org
Serienjunkies.org ist eine deutschsprachige Website, die Hyperlinks zu Filmen und Fernsehserien bereitstellt und seit Ende 2007 online ist. Diese ermöglichen das kostenfreie Herunterladen zum Teil vor der Veröffentlichung in Deutschland durch sendeberechtigte Medien. Daher wird die Seite mit Urheberrechtsverletzungen in Zusammenhang gebracht.
Am 5. Dezember 2022 empfahl die Clearingstelle Urheberrecht im Internet den größten Internetprovidern, eine DNS-Sperre einzurichten.

## Serienfans.org
Im Mai 2020 spaltete sich schließlich ein großer Teil der Uploader nach internen Streitigkeiten mit dem Seiteninhaber ab, wonach ein Großteil der angebotenen Serien auf Serienjunkies.org nicht mehr zum Download bereit standen. Einige Tage später wurde das Portal Serienfans.org von den ehemaligen Serienjunkies.org-Uploadern freigeschaltet.